# Nieuw Sloten

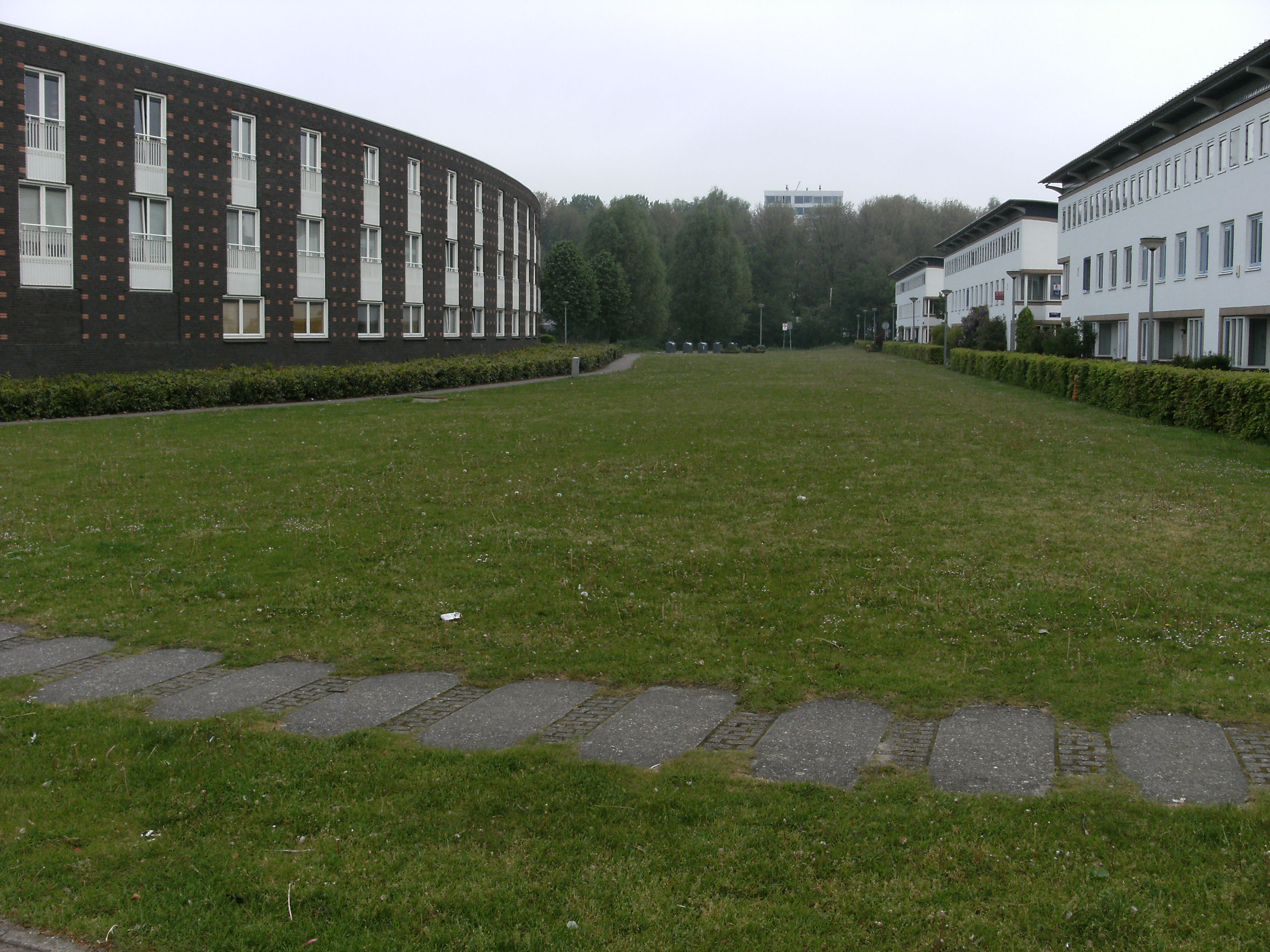
Nieuw Sloten: Oudenaardeplantsoen

Nieuw Sloten ist ein Ortsteil im Stadtbezirk Amsterdam Nieuw-West, Provinz Noord-Holland, und hatte im Januar 2024 10.620 Einwohner.

## Geschichte
Der Name des Stadtteiles stammt von dem in der Nähe liegenden Dorf Sloten. Nieuw Sloten liegt zwischen den „Westelijke Tuinsteden“ (Westliche Gartenstädten) Slotervaart, dem alten Dorf Sloten und Osdorp. Der Stadtteil umfasst zwei Nachbarschaftsviertel, Nieuw Sloten „Noord und Zuid“ (Nord und Süd). Kennzeichnend sind die vielen Grünanlagen. Zwischen 1990 und 1995 wurden 4.824 Neubauwohnungen gebaut, davon 45 % Eigentumswohnungen und 55 % Mietwohnungen.
1984 hatte die Gemeinde Amsterdam beschlossen, sich als Kandidat für die Olympischen Spiele von 1992 aufstellen zu lassen. Ein Komitee stellte den Plan auf, ein „Olympisches Dorf“ im Gärtnereigebiet (Tuindergebied) bei Sloten anzulegen. Bereits 1954 wurde zwischen der Gemeinde und den Gärtnereibetrieben ein Abkommen getroffen, dass die Gärtnereien bis 2008 ihre Unternehmen weiterführen konnten. Dieser Vertrag wurde 1986 zugunsten des „Olympischen Dorfes“ beendet, und die Amsterdamer Gemeinde enteignete die Gärtnereibesitzer. Die Olympischen Spiele fanden jedoch nicht in Amsterdam, sondern in Barcelona statt. Die Gärtnereibetriebe bekamen eine finanzielle Vergütung und zogen in die flevoländische Gemeinde Noordoostpolder.
Bei Nieuw Sloten wurde 2003 der Naturpark De Vrije Geer geöffnet. An der Südseite des Dorfes Sloten liegen die Parkanlagen (Volkstuinparken) „Eigen Hof“ und „VAT“ sowie der „Sportpark Sloten“. In den 1990er Jahren entstand das Neubauviertel De Aker (mit über 10.000 Einwohnern). In Nieuw Sloten befindet sich der Belgieplein, ein Platz mit einem Einkaufszentrum, das direkt an den Kasterleepark anschließt. Anzahl der Einwohner am Belgieplein: 1019, Stand Januar 2010. Seit dem 1. Mai 2010, mit der neuen Einteilung der Stadtbezirke von Amsterdam, gehört Nieuw Sloten zu Slotervaart im Stadtbezirk Amsterdam Nieuw West.

### Verkehrsverbindung
Vom Bahnhof Amsterdam Centraal fährt die Amsterdamer Straßenbahn Nr. 2 über den Dam, die Leidsestraat, den Willemsparkweg, die Heemstedenstraat und die Johan Huizingalaan zur Endstation Nieuw Sloten. Die Geschichte der heutigen Straßenbahn (niederländisch: Tram bzw. Tramlijn) Nr. 2 beginnt 1881 mit der „Pferdestraßenbahn“, die 1903 von der elektrischen Tram abgelöst wurde. Seitdem trägt sie die Nr. 2. Im Laufe der Jahre gab es verschiedene Änderungen der Haltestellen und Straßenverbindungen. Seit 1992 fährt die Nr. 2 die heutige Route mit Verlängerungen über die Paulus Potterstraat und die Hobbemastraat (in der Nähe des Museumpleines).